# Гугарац
Гугарац — один з  хребтів  Малого Кавказу на північному сході  Вірменії. Служить вододілом правих припливів Дебеду — річок Шнох, Кістум і Марц (на заході) і лівої притоки Акстафу — річки Воскепар (на сході).

## Опис
Хребет Гугарац простягається від хребтів Козман і Воскепар до вершини Соухбулак (2072 м) на стику з Халабським хребтом. Довжина — 35 км, разом з Халабським хребтом — близько 100 км. Найбільша висота — 2244 м (гора Шатин). Хребет складний  мергелями і вулканогенними породами. Схили з великим ухилом, багато утворених ерозією ущелин.
Хребет покритий лісами (переважно буковими і дубовими) і луками. Північна третина вододілу при цьому покрита майже повністю лісами, а інша частина — переважно альпійські пасовища. На схилах, в основному східних — велика кількість озер.
Є поклади будівельних матеріалів, залізної та поліметалічних руд, золота, міді, ртуті і молібдену.

## Відроги
Отрог Шнох — вододільне північно-західне відгалуження хребта Гугарац між басейнами річок Дебеду на заході і її правою притокою Шнох на сході. Тягнеться від північно-західного виступу хребта Гугарац на північний захід і північ.
Отрог Болорконт — вододільне південно-західне відгалуження хребта Гугарац між басейнами правих приток річки Дебеду — Кістум на півночі і Марц на півдні.